# Sunetta concinna
Sunetta concinna is een tweekleppigensoort uit de familie van de Veneridae. De wetenschappelijke naam van de soort is voor het eerst geldig gepubliceerd in 1865 door Dunker.